# Avigliano Umbro
Avigliano Umbro ist eine italienische Gemeinde mit 2347 Einwohnern (Stand 31. Dezember 2023) in der Provinz Terni in der Region Umbrien.

## Geografie

Lage der Gemeinde in der Provinz Terni

Die Gemeinde erstreckt sich über rund 51 km². Sie liegt etwa 60 km südlich von Perugia und rund 20 km nordwestlich von Terni in der klimatischen Einordnung italienischer Gemeinden in der Zone E, 2 167 GG.
Zu den Ortsteilen zählen Dunarobba, Santa Restituta, Sismano und Toscolano.
Die Nachbargemeinden sind Acquasparta, Amelia, Guardea, Montecastrilli, Montecchio und Todi (PG).

## Geschichte
Ortsteile wie Santa Restituta wurden bereits in der Jungsteinzeit bewohnt. Im Mittelalter gehörte der Ort zu den Terre Arnolfe der Signoria degli Arnolfi. Im 12. Jahrhundert fiel der Ort unter die Herrschaft von Todi. Die Gemeinde wurde 1975 eigenständig, als der Ort von Montecastrilli losgelöst wurde. Der Ort ist für seine Kastanienproduktion bekannt.

## Sehenswürdigkeiten
- Santissima Trinità, Kirche im Zentrum des Hauptortes. 1639 geweihte Kirche, enthält Fresken von Bartolomeo Barbiani und das Werk Madonna del Rosario con Bambino, Santi e Misteri von Andrea Polinori.[4]
- Santa Maria delle Grazie, Kirche im Zentrum des Hauptortes aus dem 16. Jahrhundert.[5]
- Sant’Egidio, Kirche nördlich der Stadtmauern aus dem 12. oder 13. Jahrhundert.[6]
- Sant’Angelo, Kirche am Friedhof von Avigliano Umbro
- San Giuseppe Lavoratore, Kirche im Ortsteil Dunarobba
- Madonna delle Grazie, Kirche im Ortsteil Dunarobba.
- San Luigi Gonzaga, Kirche im Ortsteil Santa Restituta. 1709 als Maria Santissima del Meschino entstandene Kirche kurz außerhalb von des Borgo von Santa Restituta. Trägt seit 1746 den heutigen Namen.[7]
- San Michele, Kirche im Ortsteil Santa Restituta
- Santa Restituta, Kirche im Ortsteil Santa Restituta
- Santissima Annunziata, Kirche mit Fresken von Piermatteo d’Amelia (1448–1508) im Ortsteil Toscolano.
- Sant’Andrea Corsini, Kirche im Ortsteil Sismano
- Santa Maria delle Grazie, Kirche im Ortsteil Sismano
- Sant’Apollinare, Kirche im Ortsteil Toscolano
- Castello di Santa Restituta, Burgruine aus dem 12. Jahrhundert auf dem Monte Pianello im Ortsteil Santa Restituta.
- Castello di Sismano, mittelalterliche Burg der Arnolfi.
- Castello di Toscolano, mittelalterliche Burg aus dem 13. Jahrhundert, die 1442 erheblich erweitert wurde.
- Fortezza di Dunarobba, Festung aus dem 11. Jahrhundert.
- Grotta bella, 1902 entdeckte Tropfsteinhöhle am Fuß des Monte Aiola im Ortsteil Santa Restituta.[A 1]
- Versteinerter Wald und Zentrum für Pflanzenpaläontologie in Dunarobba[8]

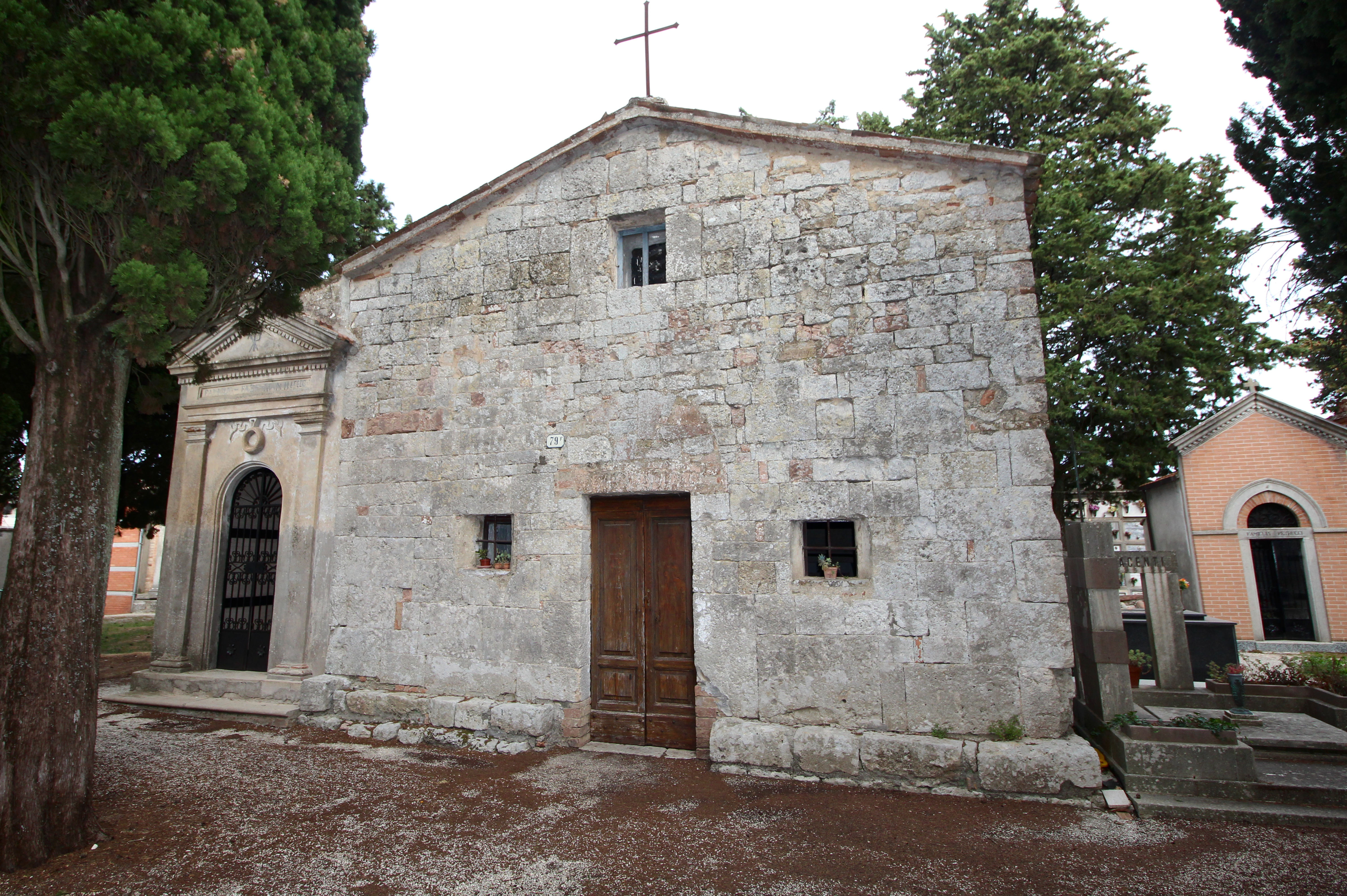
Sant’Angelo
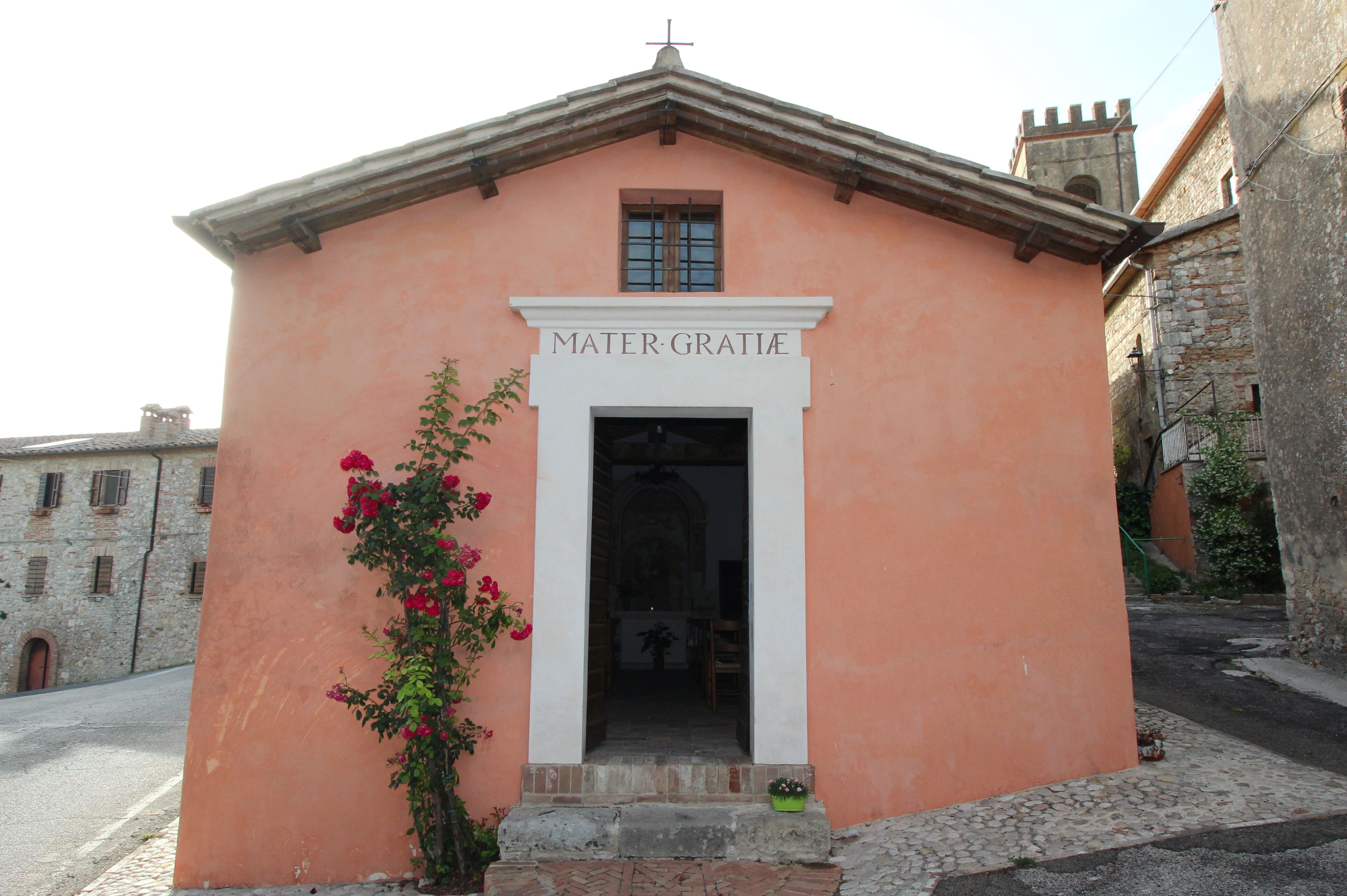
Santa Maria delle Grazie
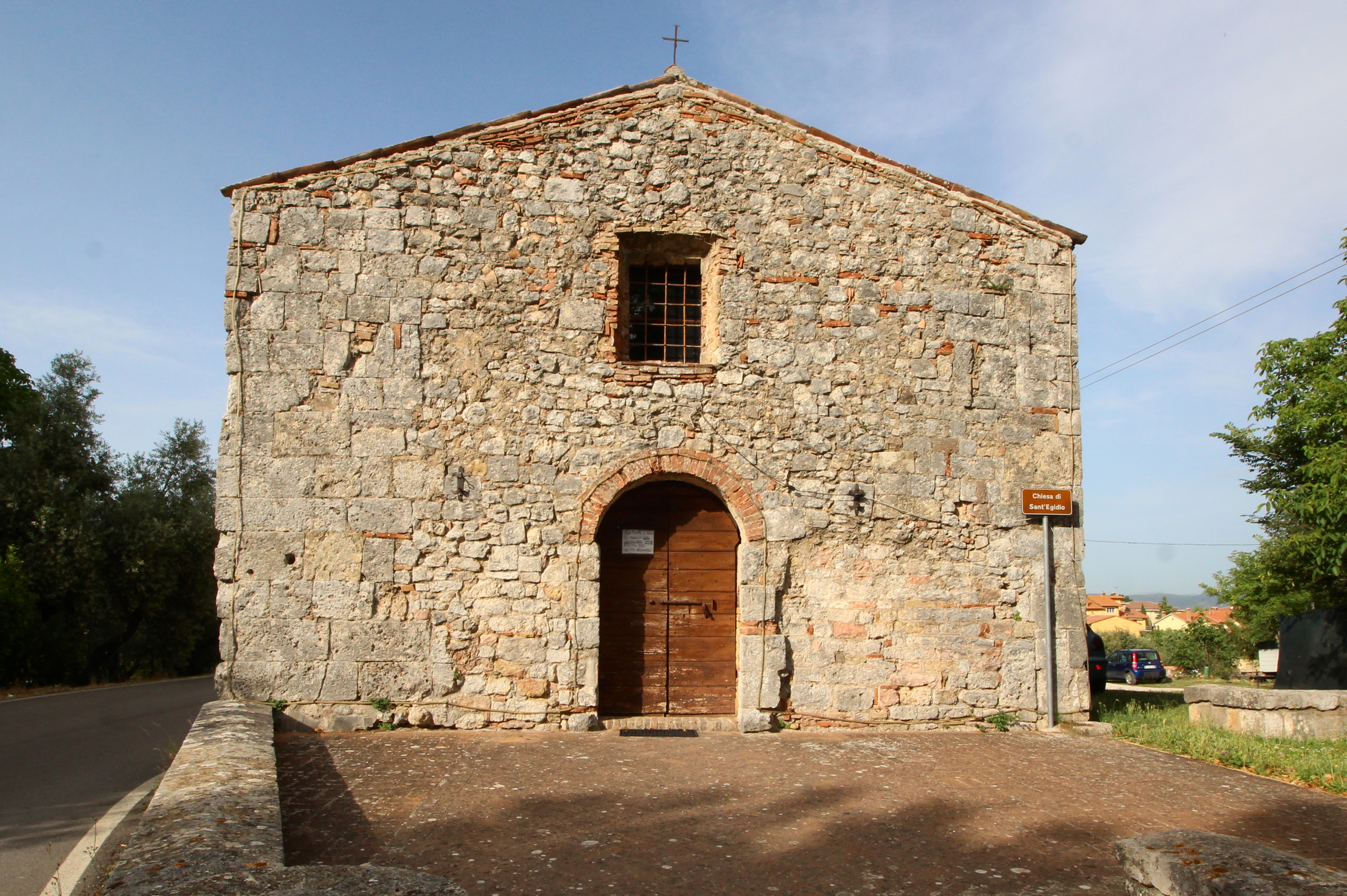
Sant’Egidio
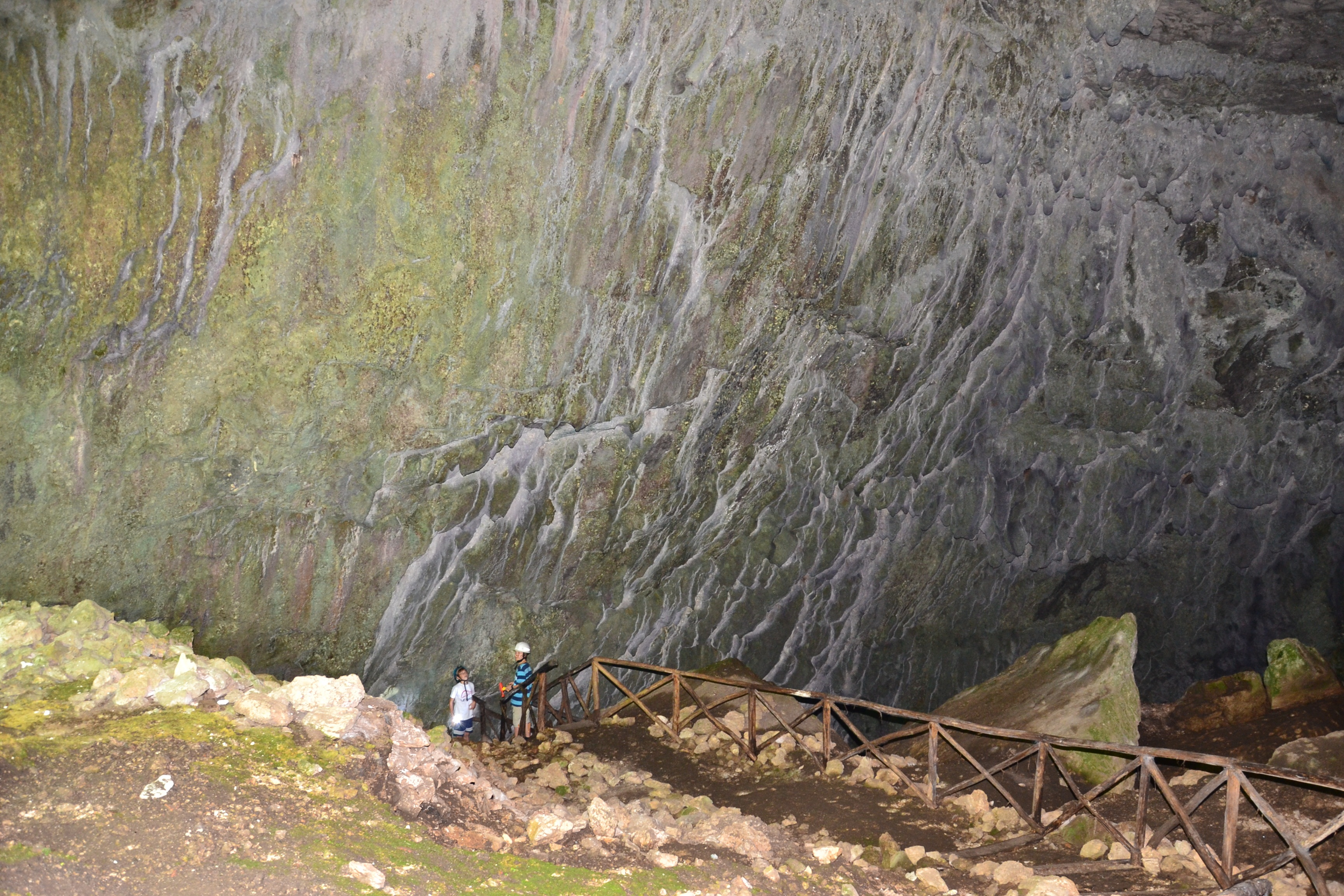
Innenansicht der Grotta Bella[A 1]
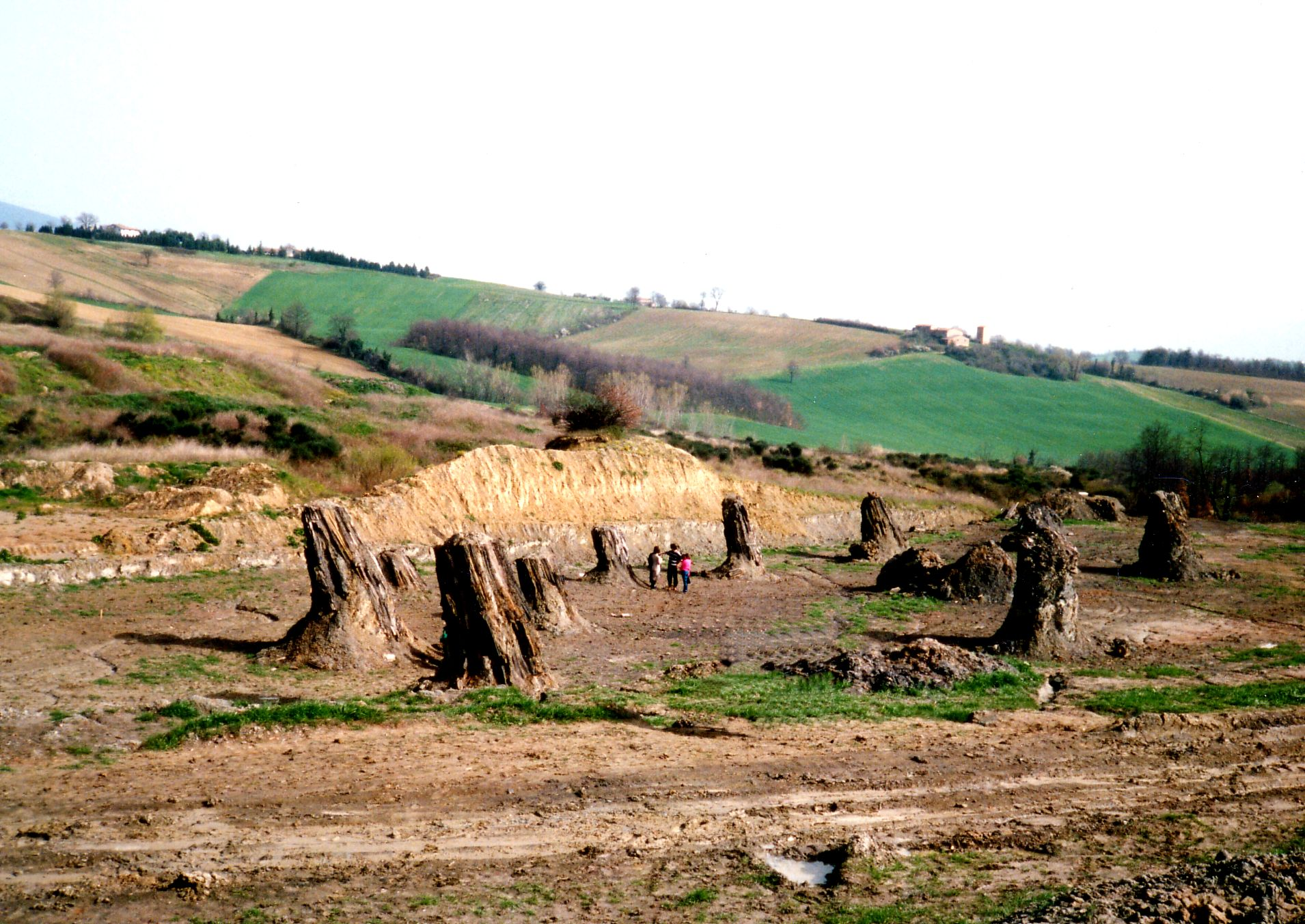
Versteinerter Wald in Dunarobba
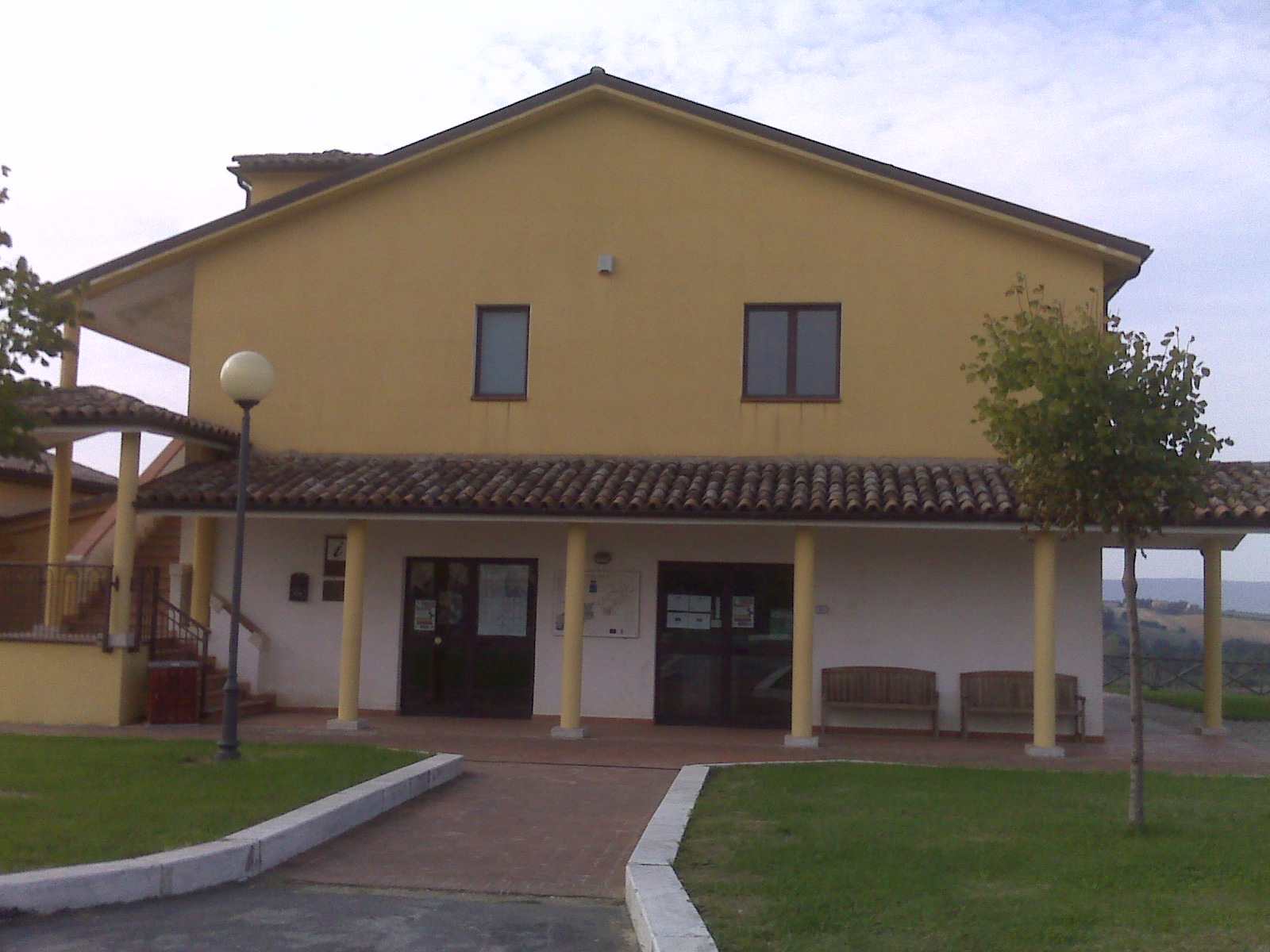
Centro di Paleontologia Vegetale

## Gemeindepartnerschaften
- Benidoleig in der Region Valencia, Spanien